# Slaget ved Nesjar
Slaget ved Nesjar var et slag mellem Olav Haraldsson (Olav den Hellige) - og allierede norske stormænd under ledelse af jarlen Svein Håkonsson (Svend jarl og Einar Tambeskælver). Slaget fandt sted palmesøndag 25. marts 1016 ved Mølen og Værvågen uden for Helgeroa i Brunlanes i Larvik.
Svend jarl havde 45 skibe og 3000 mand under sin kommando, mens Olav havde 30 skibe og ca. 2000 mand. I slaget sejrede Olav Haraldsson over en række af de mægtigste norske høvdinger: Svein Håkonsson, Erling Skjalgsson og Einar Tambeskælver. Med denne sejr tog Olav Haraldsson et vigtig skridt mod kristningen og samlingen af Norge. Svend jarl flygtede udenlands og døde kort efter. Skjalden Sigvat Tordsson var til stede og forfattede Nesjarvisene kort efter slaget. I Sigvats digt nævnes en ugedag for første gang i norsk historie. Slaget skete palmesøndag til trods for at kirkelederne mente, at fyrsterne skulle indstille krigsførelse på kirkens festdage.
Historikerne er uenige om varigheden af slavet ved Nesjar. Slaget antages at have stået i det sydvestlige hjørne af Brunlanes.